# Guar gum
Guar gum, cũng gọi là guaran, là một polysacarit galactomannan được chiết xuất từ hạt guar có đặc tính làm dày và ổn định hữu ích trong các ứng dụng thực phẩm, thức ăn và công nghiệp. Các hạt guar được khử nhiệt cơ học, ngậm nước, xay và sàng lọc theo ứng dụng. It is typically produced as a free-flowing, off-white powder. Nó thường được sản xuất dưới dạng bột trắng, chảy tự do.

## Sản xuất và mua bán
Hạt guar được trồng chủ yếu ở Ấn Độ, Pakistan, Hoa Kỳ, Úc và Châu Phi. Ấn Độ sản xuất khoảng 2,5 - 3 triệu tấn guar mỗi năm, trở thành nhà sản xuất lớn nhất, với khoảng 80% sản lượng của thế giới. Ở Ấn Độ, Rajasthan, Gujarat và Haryana là những khu vực sản xuất chính, và Jodhpur, Sri Ganganagar và Hanumangarh ở Rajasthan là chính Thị trường giao dịch Guar. Hoa Kỳ đã sản xuất 4.600 đến 14.000 tấn guar trong 5 năm qua. Texas acreage since 1999 has fluctuated from about 7,000 to 50,000 acres. Sản lượng thế giới cho guar gum và các dẫn xuất của nó là khoảng 1,0 triệu tấn. Kẹo cao su guar phi thực phẩm chiếm khoảng 40% tổng nhu cầu.
Ấn Độ và Pakistan là nhà sản xuất hạt guar và kẹo cao su guar. khoảng 85% guar được sản xuất tại Ấn Độ. Kẹo cao su Guar được giao dịch chủ yếu dưới hai hình thức. Guar gum tách và bột guar gum. Ấn Độ xuất khẩu cả hai hình thức. Ấn Độ xuất khẩu guar gum đến 145 quốc gia. Tách kẹo cao su Guar được xử lý thêm ở một số quốc gia cho các ứng dụng khác nhau. Phần chính của kẹo cao su guar được tiêu thụ bởi ngành Dầu khí sau khi số lượng lớn đó chuyển sang ngành chế biến thực phẩm.
Kẹo cao su Guar được sử dụng chủ yếu như một tác nhân đình chỉ vận chuyển / sản xuất proppant trong bẻ gãy thủy lực. . Ngoài ra, nó cũng được sử dụng trong chế biến thực phẩm.

## Đặc điểm

### Thành phần hóa học

Về mặt hóa học, guar gum là một exo - polysacarit bao gồm sugar s galactose và mannose.  Xương sống là một chuỗi tuyến tính dư lượng mannose liên kết 1,4 mà dư lượng galactose được liên kết 1,6 ở mỗi mannose thứ hai, tạo thành các nhánh bên ngắn. Kẹo cao su Guar có khả năng chịu được nhiệt độ 80 °C (176 °F) trong năm phút.